# Pitta steerii
La pitta pettoazzurro (Pitta steerii (Sharpe, 1876)) è un uccello passeriforme della famiglia dei Pittidi.

## Etimologia
Il nome scientifico della specie è stato scelto in omaggio allo studioso Joseph Beal Steere, molto attivo nel sud-est asiatico, mentre il suo nome comune si riferisce alla livrea di questi uccelli.

## Descrizione

### Dimensioni
Misura 18-19,5 cm di lunghezza, coda compresa.

### Aspetto
Questi uccelli hanno un aspetto paffuto e massiccio, con ali e coda corte, forti zampe e testa e becco allungati: nel complesso, essi somigliano notevolmente alla pitta pettoavorio, rispetto alla quale presentano dimensioni inferiori e diversa colorazione di petto e fianchi.

La livrea è nera su tutta la testa, meno che sulla gola, che è bianca: dorso, ali e coda sono di colore verde erba, con remiganti e codione dai decisi riflessi azzurri, mentre (come intuibile dal nome comune) petto e fianchi sono di colore azzurrino. Il ventre è nero, mentre basso ventre e sottocoda sono di colore rosso scuro. La femmina si presenta simile al maschio, ma con colorazione meno accesa e mancanza di riflessi azzurri dorsali: in ambedue i sessi il becco è nerastro, le zampe sono carnicino-grigiastre e gli occhi sono bruni.

## Biologia

### Comportamento
Si tratta di uccelli diurni e solitari, che pur essendo molto timidi si rivelano estremamente territoriali nei confronti dei conspecifici: essi passano la maggior parte della giornata muovendosi con circospezione nel folto del sottobosco, alla ricerca di cibo.

### Alimentazione
La dieta di questi uccelli è composta in massima parte da lombrichi e chiocciole: quando possibile, essa viene inoltre integrata con insetti e altri piccoli invertebrati.

### Riproduzione
La riproduzione di questi uccelli non è stata finora descritta in natura, ma si ritiene tuttavia che non si discosti significativamente per modalità e tempistica dal pattern seguito dalle altre specie di pitte.

## Distribuzione e habitat
La pitta pettoazzurro è diffusa, sebbene con areale piuttosto frammentato, nelle Filippine centro-meridionali, dove occupa le aree di foresta pluviale primaria e secondaria (spesso in associazione con Xanthostemon verdugonianus) con presenza di affioramenti calcarei, fino a 750 m di quota.

## Tassonomia
Se ne riconoscono due sottospecie:
- Pitta steerii steerii, la sottospecie nominale, endemica di Mindanao;
- Pitta steerii coelestis Parkes, 1971, diffusa a Samar, Leyte e Bohol;

Inizialmente ascritta al genere Brachyurus, si ritiene che questa specie sia filogeneticamente vicina alla pitta pettoavorio, alla pitta superba (con le quali formerebbe una superspecie) e alla pitta testanera.